# Бой под Гюнцбургом
Бой под Гюнцбургом (фр. Combat de Günzburg) — один из боёв во время Войны третьей коалиции, произошедший 9 октября 1805 года у немецкого города Гюнцбург между французскими и австрийскими войсками.

## Ход боя
Генерал Мак, узнав слишком поздно о передвижении войск императора Наполеона, попытался защитить переправу через Дунай. Он направил на Донаувёрт гренадеров Ауффенберга, которые сразились с французами 8 октября у Вертингена, и решил занять Гюнцбург с отрядом в десять тысяч человек. 
Получив приказ Наполеона захватить мосты через Дунай, маршал Ней послал дивизию Малера захватить переправу у Гюнцбурга, в то время как дивизия Дюпона, шедшая на Альбек, стала угрожать Ульму. 
Основная атака Малера на два моста провалилась перед лицом энергичной австрийской обороны. Однако поздно прибывший французский отряд захватил восточный мост, который только что был восстановлен австрийцами, и смог удержать его до вечера. 
Обескураженный столкновением, Мак приказал своим солдатам вернуться в Ульм, который находится в 22 километрах к западу-юго-западу от Гюнцбурга. 
На поле боя воздвигнута могила полковника Жерара Лакюэ, командира 59-го полка линейной пехоты, погибшего в ходе боя.